# La Entrada Vieja
La Entrada Vieja är en ort i Mexiko.   Den ligger i kommunen Guasave och delstaten Sinaloa, i den västra delen av landet, 1 200 km nordväst om huvudstaden Mexico City. La Entrada Vieja ligger 15 meter över havet och antalet invånare är 228.
Terrängen runt La Entrada Vieja är mycket platt. Runt La Entrada Vieja är det ganska tätbefolkat, med 100 invånare per kvadratkilometer. Närmaste större samhälle är Guasave, 10,3 km öster om La Entrada Vieja. Trakten runt La Entrada Vieja består till största delen av jordbruksmark.